# 1991 XK

1991 XK

1991 XK är en asteroid i huvudbältet som upptäcktes den 4 december 1991 av de båda japanska astronomerna Seiji Ueda och Hiroshi Kaneda i Kushiro.
Asteroiden har en diameter på ungefär 3 kilometer.